# Sveti Marko (Črna gora)
Sveti Marko, zgodovinsko znan kot Stradioti, je otok v Jadranskem morju. Pripada Črni gori in je upravno del črnogorske občine Tivat.